# ربو مهني
 يشير الربو المهني إلى الإصابة الحديثة بالربو أو تكرر نوباته بسبب طبيعة المهنة نتيجة التعرض المباشر للعوامل المتسببة كالمحسسات والمهيجات. والربو المهني هو أحد أشكال أمراض الرئة المهنية.
يُعتبر الربو المهني الناجم عن المحسسات أحد أشكال الربو المناعي الذي يحدث بسبب استنشاق مواد معينة (كالبروتينات كبيرة الوزن الجزيئي) ويحدث بعد فترة كمون تمتد من أسابيع إلى سنوات.
أما الربو المهني الناجم عن المهيجات فهو ربو غير مناعي نتج بسبب التعرض لجرعة عالية من المهيجات، وعادة ما يحدث المرض بعد فترة قصيرة من هذا التعرض إلا أن حدوث المرض قد يتأخر لبضعة أشهر بعد التعرض لمزيج معقد من الغبار القلوي ومنتجات الاحتراق كما حدث لضحايا كارثة برج التجارة العالمي. وعلى عكس الأشخاص المصابين بالربو المهني الناجم عن المحسسات، فإن المصابين بالربو المهني الناجم عن المهيجات لتهيج لا تظهر لديهم أعراض الربو المهني بعد التعرض مرة أخرى لتركيزات منخفضة من المهيجات التي بدأت الأعراض أول مرة. تُمثل متلازمة داء مجرى الهواء التفاعلي شكلا حادا للربو الناجم عن المهيجات حيث تظهر الأعراض التنفسية عادة في غضون دقائق أو ساعات بعد استنشاق وحيد عرضي لتركيز عال من الغاز المهيج أو الهباء الجوي أو البخار أو الدخان.
كذلك يُمثل الربو المتفاقم بالعمل أحد أشكال الربو المهني، حيث يزداد الربو (الموجود سابقا) سوءًا بسبب بسبب ظروف العمل.

## العلامات والأعراض
يتميز الربو المهني (كغيره من أنواع الربو) بالتهاب مجرى الهواء، والانسداد المؤقت للقصبات الهوائية، والتضيق القصبي، وكلها ناتجة عن ظروف بيئة العمل. وتظهر أعراض الربو على المريض في شكل ضيق في التنفس والصدر، وسعال يصاحبه بلغم سميك، وأزيز في الصدر. وقد يعاني بعض المرضى أيضًا من أعراض تصيب مجرى الهواء العلوي مثل حكة العينين، والتدميع، والعطس، واحتقان الأنف وسيلانها.

## التشخيص
لتشخيص الربو المهني فإنه من المهم تأكيد السببية بين أعراض الربو وبيئة العمل، وهناك اختبارات تشخيصية مختلفة يمكن استخدامها للمساعدة في التشخيص.
يُعتبر مقياس التنفس أحد الأجزة التي تُستخدم للمساعدة في تشخيص الربو، حيث يقوم الجهاز بقياس حجم هواء الشهيق والزفير.
كذلك الجهاز الذي يمكنه قياس ذروة التدفق الزفيري، وهو اختبار موثوق في تشخيص الربو المهني. ويمكن القيام بقياس متسلسل لذروة التدفق الزفيري لمعرفة ما إذا كان هناك اختلاف في القدرة على الزفير في العمل مقارنةً بالبيئة الخارجية.
يمكن كذلك إجراء اختبار فرط الاستجابة القصبي الغير نوعي لتأكيد تشخيص الربو المهني، وهو اختبار يتضمن قياس أقصي حجم للزفير في ثانية واحدة قبل وبعد التعرض للميثاكولين، ويُمكن ملاحظة وجود انخفاض في هذا الحجم بالنسبة للمرضى الذين يعانون من الربو المهني.
يتكون اختبار تحديات الاستنشاق المحدد من تعريض الأشخاص لمواد بيئة العمل المشتبه بها، ثم القيام بتقييم أعراض الربو وقياس مقدار النقص في أقصى حجم زفيري في ثانية واحدة.
كما يُمكن الاستعانة باختبارات أخرى مثل اختبار حساسية الجلد، اختبارات الدم المناعية، قياس عدد الحمضات في البلغم، وكلها اختبار تفيد في تشخيص الربو المهني.

## الوقاية
اقترحت عدة أشكال للتدابير الوقائية الهادفة لمنع حدوث الربو المهني وأيضًا للكشف المبكر عن الخطر أو المرض للسماح بالتدخل المبكر وتحسين النتائج. وتشمل هذه التدابير: البرامج المتكاملة، التعليم والتدريب، الفحوصات الطبية، استخدام الأدوية، الحد من التعرض، وإزالة المخلفات.
يمكن لأعراض الربو وفرط استجابة مجرى الهواء أن تستمر لعدة سنوات بعد زوال البيئة المسببة له. وبالتالي فمن المستحسن الحد من التعرض لمسببات الربو، حيث أن الحد الكامل للتعرض يُمثل علاجًا أكثر فعالية لكنه ليس ممكنا دائمًا.

## العلاج

### أدوية
تُشبه الأدوية المستخدمة لعلاج الربو تلك التي تستخدم في أنواع الربو الأخرى مثل منبهات بيتا قصيرة المفعول (سالبوتامول، تيربوتالين) وطويل المفعول (سالميتيرول، فورموتيرول) والكورتيزونات المستنشقة. كما يمكن أيضا أن استخدام العلاج المناعي في بعض حالات الربو المهنية الناجمة عن التحسس.

## روابط خارجية
- NIOSH: الوقاية من الربو المهني
- الربو المهني والربو المتفاقم نسخة محفوظة 24 يونيو 2015 على موقع واي باك مشين.
- https://www.cdc.gov/niosh/topics/asthma/default.html